# Topľa
Die Topľa (deutsch Töpl, ungarisch Tapoly [sprich Tápolj], ruthenisch Topla) ist ein Fluss in der Ostslowakei. 

## Flusslauf
Das Wassereinzugsgebiet des rechtsseitigen Zuflusses zur Ondava mit einer Länge von 129,8 km beträgt 1506 km². 
Der Fluss entspringt in den nördlichen Waldkarpaten auf den nordöstlichen Abhängen des Gebirges Čergov unter dem Berg Minčol (1054 m n.m.), südlich des Ortes Livovská Huta (Okres Bardejov), fließt erst in nördlicher und anschließend in östlicher Richtung durch Bardejov und dann parallel zur Ondava nach Südosten und Süden und mündet bei Parchovany (Okres Trebišov) in diese. In seinem Verlauf fließt sie durch Gebirgszüge Ondavská vrchovina und Beskydské predhorie und schließlich durch das Ostslowakische Tiefland.